# Mombeltrán
Mombeltrán er en landsby og en kommune med samme navn i provinsen Ávila, som ligger sydligt i det selvstyrende område Castilien og Leon, Spanien. Kommunen har et areal på næsten 50 km² og et indbyggertal på 1.145 (dvs. en befolkningstæthed på 22,94 indb./km²).

## Geografiske forhold
Landsbyen Mombeltrán ligger i 638 m højde og længst mod syd i provinsen Ávila, ca. 70 km fra hovedbyen Ávila. Vejen dertil passerer Sierra de Gredos via passet mellem El Pico og Menga, og trafikken til Mombeltrán foregår i øvrigt langs Tiétar-dalens længdeakse. Foruden selve byens areal har kommunen også et område på ca. 15 km² omkring flækken La Higuera. Landsbyen har fordel af et mildt klima og et varieret terræn, der rummer enge, fyrreskove og terrasserede haver med Gredosbjergenes snelejer. I området dyrkes der vin, oliven, figen og citron.

## Historie
Før reconquistaen og genkoloniseringen med kristne i det 11. århundrede kendes kun fra fund fra jernalderen, men i romertiden har man optegnelser hos geografen Strabon om en befolkning af keltiske vaccæer, der beherskede området. Efter araberne findes spor i lokalnavnene (Galayos, Almoclón osv.).
Efter overleveringen skal en vis Pascual Peláez have grundlagt byen og givet den navnet Colmenar de Pascual Peláez. De nytilkomne kolonister skal stamme fra Ávila, nærmere bestemt fra sognet San Juan.
I 1461 tilfaldt landsbyen Beltrán de la Cueva, hertugen af Alburquerque, hvis arvinger ejede området frem til 1812. Han gav byen navnet Mombeltrán, men Filip 2. og hans efterfølgere fortsatte med at kalde den El Colmenar. På Filip 5.s regeringstid blev områdets privilegier inddraget, og fra 1728 blev landsbyen kaldt Mombeltrán.
40°15′36″N 5°01′04″V / 40.26°N 5.0177777777778°V